# Исмаил II
Исмаи́л II (перс. شاه اسماعیل دوم‎, азерб. Şah İsmayıl II) (1533 — 24 ноября 1577) — шах Персии из династии сефевидов, правивший в 1576/77 годах.

## Биография
Исмаил II был вторым сыном иранского шаха Тахмаспа I из династии сефевидов и Султанум Бегум Мавасили, дочь Муса Султана Мосуллу,  главы кызылбашского племени Туркоман, а также братом Мухаммеда Худабенде. Был воспитанником одного из главных приближенных своего отца, Тахмаспа, Имамгулу Хана из племени каджар. Будущий шах Исмаил II, подобно иным принцам Сефевидов, начал заниматься государственными делами смолоду: в 14 лет он был назначен губернатором Ширвана и Гёкча Султан Каджар, после того, как его дядя Алкас Мирза взбунтовался против шаха Тахмаспа I, и бежал в Турцию (1547). Исмаил Мирза одержал великую победу над Бурхан Мирзой, потомком Ширваншахов, выдвинувшегося из Дагестана с целью подчинения Ширвана, и Бурхан Мирза отступил в Дагестан. Довольно скоро он проявил себя как опытный полководец в трудных сражениях с лучшей тогда на Востоке армией османского султана Сулеймана I. В 1548—1549 годах османский император Сулейман, по настоянию Алкаса Мирзы, вторгся в Сефевидскую империю. Исмаил Мирза был отозван ко двору и время от времени выполнял различные поручения шаха. Он был назначен командующим кызылбашской армией, направленной в Анатолию, и одержал победу над Искандер пашой при Эрзуруме. На современников особое впечатление произвела его победа над османским правителем Эрзерума, заносчивым Искандар-пашой (1552).
В 1555 году шах Тахмасп заключил с османами долгожданный мирный договор (Амасийский трактат). Вскоре после этого между отцом и Исмаилом, возник разлад. Конкретная причина его неизвестна; историк Искандер Мунши сообщает, что Исмаил позволял себе многие поступки, которые отец не одобрял. В 1556 году Тахмасп выслал сына из столицы управлять пограничным Гератом. Однако и там Исмаил проявлял неуважение и дерзость по отношению к отцу. В частности, он разослал правителям областей письма, чтобы они, в нарушение Амасийского договора, собирали войска для нового похода на Османскую империю. Благодаря своим командирским способностям Исмаил имел популярность среди кызылбашей. Шах Тахмасп стал опасаться, что действия Исмаила угрожают его власти и трону, поэтому он арестовал сына и заключил его в крепость Кахкаха. Несмотря на многочисленные просьбы придворных об освобождении, Исмаил пробыл в заключении девятнадцать с половиной лет, до самой смерти Тахмаспа.
В 1575 году у Тахмаспа начались проблемы со здоровьем, поэтому встал вопрос о престолонаследии. Старший из его сыновей, Мухаммад Худабенде, был очень болезненным и почти слепым. Второй сын, Исмаил, сидел в тюрьме. Тахмасп привлек к управлению третьего сына, Хайдара. Он также смолоду вовлек его в государственные дела, и в 1571 году, когда Хайдару было всего 18 лет, он уже считался вторым человеком в государстве. Во время болезни шаха кызылбашская знать раскололась — одни были за Исмаила-Мирзу, другие за Хайдара-Мирзу.
Когда 14 мая 1576 года шах скончался, сторонники Исмаила стали действовать немедленно: Хайдар был схвачен и обезглавлен, а Исмаил через несколько дней был освобожден, и 22 августа коронован. Вскоре выяснилось, что многолетнее заточение сделало его подозрительным и крайне жестоким. Первым делом он избавился от братьев — Мустафы и Сулеймана, приказав их умертвить. Спустя короткое время были убиты ещё три принца — Махмуд (вместе с его годовалым сыном), Имамкули и Ахмад. Вслед за этим последовали казни других родственников и высших сановников. Эти беззаконные расправы, а также постоянный рост налогов вызвали возмущение в народе и среди кызылбашей. В период Исмаила II эшикагасыбаши был Гази Бек.
Его смерть была неожиданной. 24 ноября 1577 года шах Исмаил вышел из дворца переодетым, и в поисках развлечений пошёл по улицам города в сопровождении сына придворного кондитера Хасан-бека и небольшой свиты. В полночь он зашёл в дом Хасан-бека, а на другой день был найден здесь мертвым. Существовало много слухов в отношении причины его смерти. Самой правдоподобной считается версия изложенная хронистом Искандером Мунши: Исмаил был отравлен одной из невольниц гарема, подмешавшей яд в опиум, который принимал шах. А сделано это было, якобы, по приказу Перихан-ханум, родной сестры Исмаила.